# Rudolf Jahn
Rudolf Jahn (Paunsdorf, 1906. november 4. – 1990. szeptember 30.) német politikus és diplomata (KPD, SED), 1949 és 1952 közt Brandenburg miniszterelnöke. Lipcse egyik városrészében született.